# Beckingham (Lincolnshire)
Pour les articles homonymes, voir Beckingham.
Beckingham est une paroisse civile et un village du Lincolnshire, en Angleterre.